# شط الشرقي
شط الشرقي حوض مغلق تشغله سبخة ملحية، يقع قرب مدينة سعيدة الجزائرية. تبلغ مساحته 855.500 هكتار وهو بذلك ثالث أكبر شط في شمال إفريقيا بعد شط الجريد التونسي وشط ملغيغ الجزائري.
يضم شط الشرقي العديد من البحيرات المالحة والعذبة ويعتبر موطن للكثير من النباتات والأشجار المهددة بالانقراض، يضم أيضاً ينابيع حارة ومياه معدنية تجذب العديد من السياح سنوياً.
تمر بهذا الشط أعداد هائلة من الطيور المهاجرة من أوروبا والمتوسطي عموماً كما يتم إستغلال هذه السبخة كذلك في الزراعة والرعي لكن أراضيها مهددة بسبب التصحر وقطع الأشجار.